# Aconitum shennongjiaense
Aconitum shennongjiaense är en ranunkelväxtart som beskrevs av Q.Gao och Q.E.Yang. Aconitum shennongjiaense ingår i släktet stormhattar, och familjen ranunkelväxter. Inga underarter finns listade i Catalogue of Life.